# آزمون شفاهی

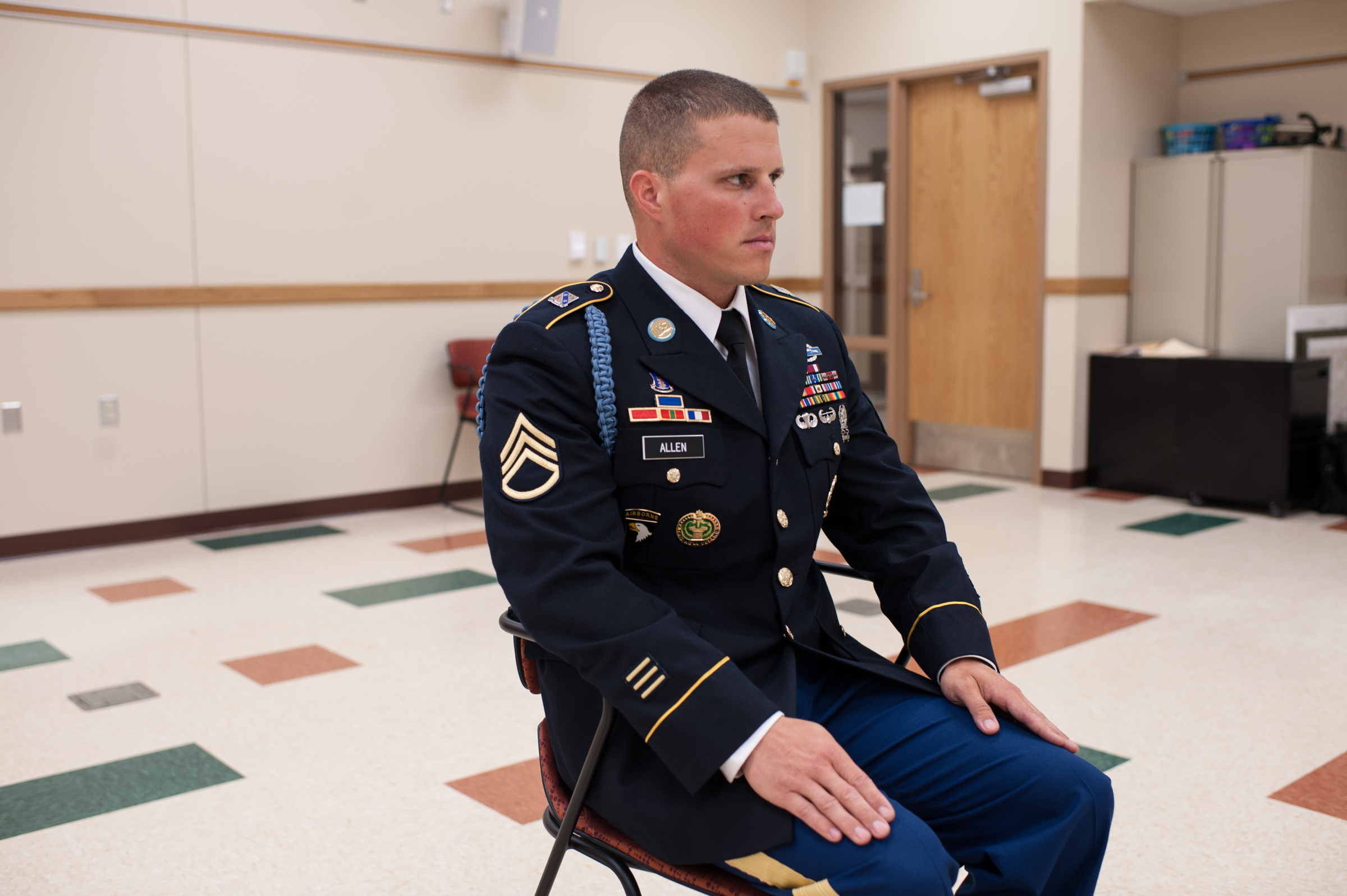
سرباز آمریکایی در لباس نظامی رسمی برای شرکت در یک آزمون شفاهی.

آزمون شفاهی یا امتحان شفاهی نوعی آزمون است که به صورت شفاهی، پرسش، پاسخ، بحث و گفتگو صورت می‌گیرد. در این نوع گزینش استاد، دبیر یا معلم از شاگرد و دانشجوی خود سؤال‌ها را می‌پرسد و طرف مورد پرسش می‌بایست به آن‌ها جواب دهد. مصاحبه دانشگاهی و گزینشی نیز از این دست می‌باشد.